# 布魯克林植物園
布鲁克林植物园（Brooklyn Botanic Garden，BBG）是美國纽约市布鲁克林区的一个植物园，成立于1910年，占地21公顷，園內有超过14000种的植物类群以及包括樱花园、日花园、芳香园、格兰弗德玫瑰园、莎士比亚园、儿童园及岩石园等在內的20多个分类园。